# 렛츠런파크 서울
렛츠런파크 서울(Let's Run Park Seoul)은 경기도 과천시 경마공원대로 107에 위치한 한국마사회의 경마장이다.
1928년 9월 20일, 신설동에 경성경마장(京城競馬場)이 개장하면서 용산, 동대문 등지에서 개최되던 경마경기를 옮겨온 것이 시초이다. 이후 1954년에 서울경마장(-競馬場)으로 이름이 바뀌어 다시 뚝섬으로 이전하였다. 오늘날의 경마공원은 서울에서 개최된 1988년 하계 올림픽 승마, 근대5종 종목 경기 개최를 대비하여 건설한 이후 이 곳으로 1989년 9월 1일에 이전하면서 발족하였다. 이후 경마장이라는 명칭이 도박을 연상시킨다는 이유로 경마공원으로 개칭하였다가, 2014년 현재의 이름으로 다시 바뀌었다.
약 7만여 명을 수용할 수 있는 관람대 2개소를 비롯하여 가족공원과 승마장, 마사박물관 등 다양한 시설을 갖고 있으며 주말에는 6만명이 넘는 관람객이 방문하고 있다.
길이 1.8km과 1.6km의 두갈래의 타원형 모래 경주로와 1000m경주를 위한 주로가 있으며, 1000m에서 2300m에 달하는 경주거리를 운영하며 60여명의 기수와 50여명의 조교사와 많은 마필관리사가 1800여마리의 경주마에 기승한다.
경주로 내에 위치한 위니월드은 산책로, 경마·승마 체험관, 조랑말 체험 승마장, 직업체험 등 을 비롯하여 음식점, 카페 등을 구비하고 있다.

## 주요 경주
| 월        | 경주                               | 거리    | 나이/성별         |
| Grade I   | Grade I                            | Grade I | Grade I           |
| --------- | ---------------------------------- | ------- | ----------------- |
| 5월       | 코리안더비                         | 1800m   | 한국산 3세 암/수  |
| 11월      | 대통령배                           | 2000m   | 한국산 오픈       |
| 12월      | 그랑프리                           | 2300m   | 혼합 오픈         |
| Grade II  |                                    |         |                   |
| 10월      | 농림수산식품부장관배               | 2000m   | 한국산 3세 암/수  |
| Grade III |                                    |         |                   |
| 4월       | 뚝섬배                             | 1400m   | 한국산 4세이상    |
| 6월       | 서울마주협회장배                   | 2000m   | 한국산 오픈 암    |
| 10월      | KRA컵 Classic (핸디캡)             | 2000m   | 혼합 오픈         |
| 11월      | Breeder's Cup                      | 1300m   | 한국산 2세 암/수  |
| 기타 대상 |                                    |         |                   |
| 1월       | 새해맞이기념 헤럴드경제배 (핸디캡) | 1800m   | 한국산 3세이상    |
| 2월       | 세계일보배                         | 1400m   | 혼합 오픈 암      |
| 5월       | 스포츠조선배                       | 1800m   | 한국산 4세이상    |
| 6월       | 스포츠서울배                       | 1700m   | 한국산 3세이상 암 |
| 7월       | SBS배                              | 1900m   | 한국산 3세이상    |
| 7월       | 문화일보배                         | 1400m   | 한국산 3세이상    |
| 8월       | YTN배국제기수초청 (핸디캡)         | 1900m   | 혼합 오픈 암      |
| 9월       | 일간스포츠배                       | 1800m   | 한국산 3세이상    |
| 9월       | 동아일보배                         | 1800m   | 한국산 3세이상 암 |
| 10월      | 과천시장배                         | 1200m   | 한국산 2세 암/수  |
| 10월      | 경기도지사배                       | 1400m   | 한국산 3세이상 암 |
| 11월      | 농협중앙회장배                     | 1800m   | 한국산 3세이상 암 |
| 특별 경주 |                                    |         |                   |
| 4월       | HRI트로피                          | 1400m   | 한국산 4세이상 암 |
| 5월       | JRA트로피                          | 1200m   | 혼합 오픈         |
| 10월      | STC (싱가포르) 트로피              | 1400m   | 혼합 오픈 암      |
| 10월      | STC (말레이시아) 트로피            | 1800m   | 한국산 3세이상    |
| 11월      | TJK 트로피                         | 1800m   | 혼합 오픈         |

## 경주로
크게 폭 25m 길이 외주로 1800m, 내주로 1600m, 1000m 보조주로 400m의 모래주로로 구성되어 있다. 관람대에서는 다 똑같아 보이지만 벨로드롬 구조로 곡선구간은 2.5%의 내경사, 직선구간은 1.5%의 내경사 및 외경사가 있다.
2300m 출발지점부터 외주로의 결승선 직선주로까지의 폭은 30m이다. 모래의 평균 두께는 7cm를 유지하는 것을 목표로 한다.
경주전, 경주후에 그레이더를 이용해서 모래두께를 유지하고 함수율이 낮을 때에는 살수차로 살수를 실시한다.
내주로 직선구간을 제외하고 모든 구간에 조명등이 설치되어 있어 야간 및 악천후에 경주진행이 가능하다.
경주진행은 반시계방향으로, 경주마의 오른쪽 앞다리에 골막염 및 종자골 골절 등 질병이 많이 발생한다.
경주거리는 출발선이 보조주로에서 1000m, 외주로 관람대 건너편에서 1200, 1300, 1400, 외주로 4코너 부근에서 2300, 내주로에서 1700, 1800, 1900(야간경마의 경우 1700출발지점에서 1800, 1800출발지점에서 1900), 2000(1900 출발선과 같으나 2코너에서 외주로로 진입)의 출발선이 지정되어 있다.
내주로와 외주로의 연결은 결승선 건너편 제2코너와 결승선 직선 제4코너 지점에서 실시된다. 내주로와 외주로 사이에는 잔디가 심어져 있다.
2000m 경주 및 결승선 건너편 내주로는 야간 및 악천후에 조명이 밝지 않아 2코너에서 외주로로 진입한다. 경주거리는 내주로로 주행할 때보다 100m가 늘어난다.
렛츠런파크 서울의 경주로는 타원형 주로인데, 직선주로는 결승선 건너편 내주로 450m, 결승선 내주로 450m, 결승선 건너편 외주로 530m, 1000m 보조주로 200m, 결승선 500m이다.
곡선주로는 곡선반경이 내주로 R=111m 외주로 R=143m, 길이는 350m이다. 1펄롱 즉 200m마다 화롱 포스트와 주파기록 계측기가 설치되어 있다.
주파기록 계측기는 화롱 포스트를 비롯해서 출발점에서 200m(S-1F)/1코너(1C)/2코너(2C)/3코너(3C)/4코너(4C)/결승선 전방 600m(3F)/결승선 전방 200m(1F)에 설치되어 있다. 외주로의 화롱 포스트는 흰색, 내주로는 붉은색이다.
결승선 직선주로에는 추가적으로 결승선 전방 300m/200m/100m/50m의 거리 표시기가 설치되어 있다.
1000m 별도주로는 출발점부터 4코너까지 10.9%의 내리막이고 외주로와 내주로는 1코너와 2코너 부근이 가장 높아 내리막으로 출발해서 4코너가 가장 낮다. 4코너부터 결승선까지는 4%의 오르막으로 구성되어 있다.
경주 중계 및 감시탑이 각 코너와 코너 중간에 설치되어 있다.
2008년부터 내주로의 내측에서 인공주로를 시험하고 있다.
경주로 내부에는 가족공원이 존재한다. 개장 초기에는 골프장이 있었지만 1993년에 폐쇄되었고 이후 마권 사는 곳이 등장하는 등 점차 가족공원의 면모로 둔갑하였다.

## 관람대
렛츠런파크 서울의 관람대는 크게 럭키빌과 해피빌로 구분된다. 서로 연결되어 있는 럭키빌은 2002년에 개장하였고 2009년에 해피빌이 리모델링되어 냉방 공조 능력 등 시설이 럭키빌에 크게 뒤지지는 않는다.
양 관람대 모두 지하 1층 지상 6층의 규모이고 고객 입장 지역은 럭키빌 6층까지 해피빌은 5층까지이다. 해피빌 6층은 마주전용실과 방송실, 재결실 등이 존재하여 일반고객이 쉽게 갈 수 없는 층이다.
1층: 예시장, 유인/무인 마권 사는 곳, 초보경마교실, 경마공원 갤러리, 농협 마사회 지점, 경마비위신고센터(한국마사회 보안과), 馬e카드(영구 계좌 마권 발매 카드;KNetz) 지원 센터, 의무실, 약국, 외국인 정보센터(Foreigner Information Center), 키즈 플라자 등이 있다.
2층: 유인/무인 마권 사는 곳, 실외 관람석
3층: 유인/무인 마권 사는 곳, 실외 관람석
4층: 무인 마권 사는 곳, 실외 관람석(해피빌)
5층: 무인 마권 사는 곳, 실외 관람석(해피빌)
럭키빌 6층: 유인/무인 마권 사는 곳, Lucky Members 회원 전용실(약 880석), 페가수스 라운지(약 60석)

## 마사
주암 마사 지역과 삼포 마사 지역으로 구분되어 있고 마방은 약 1400여개이다.

## 기타 시설
- 한국마사회
- 한국마사회 경마교육원
- 서울마주협회
- 서울경마장조교사협회
- 한국경마기수협회

## 관련 드라마
- 질주 (1997년)
- 개와 늑대의 시간 (2007년)
- 파라다이스 목장 (2011년))

## 사진

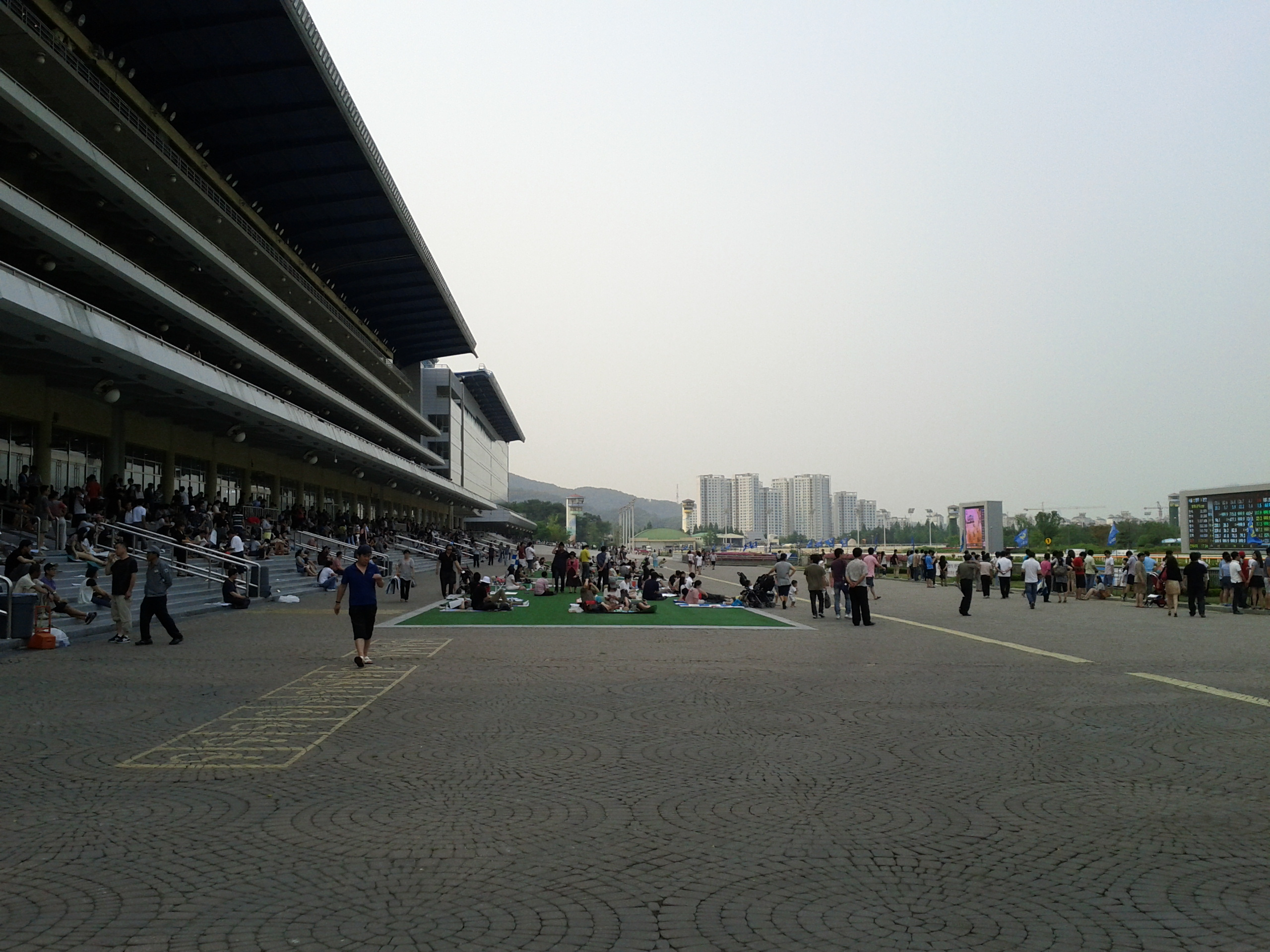
메인 스탠드
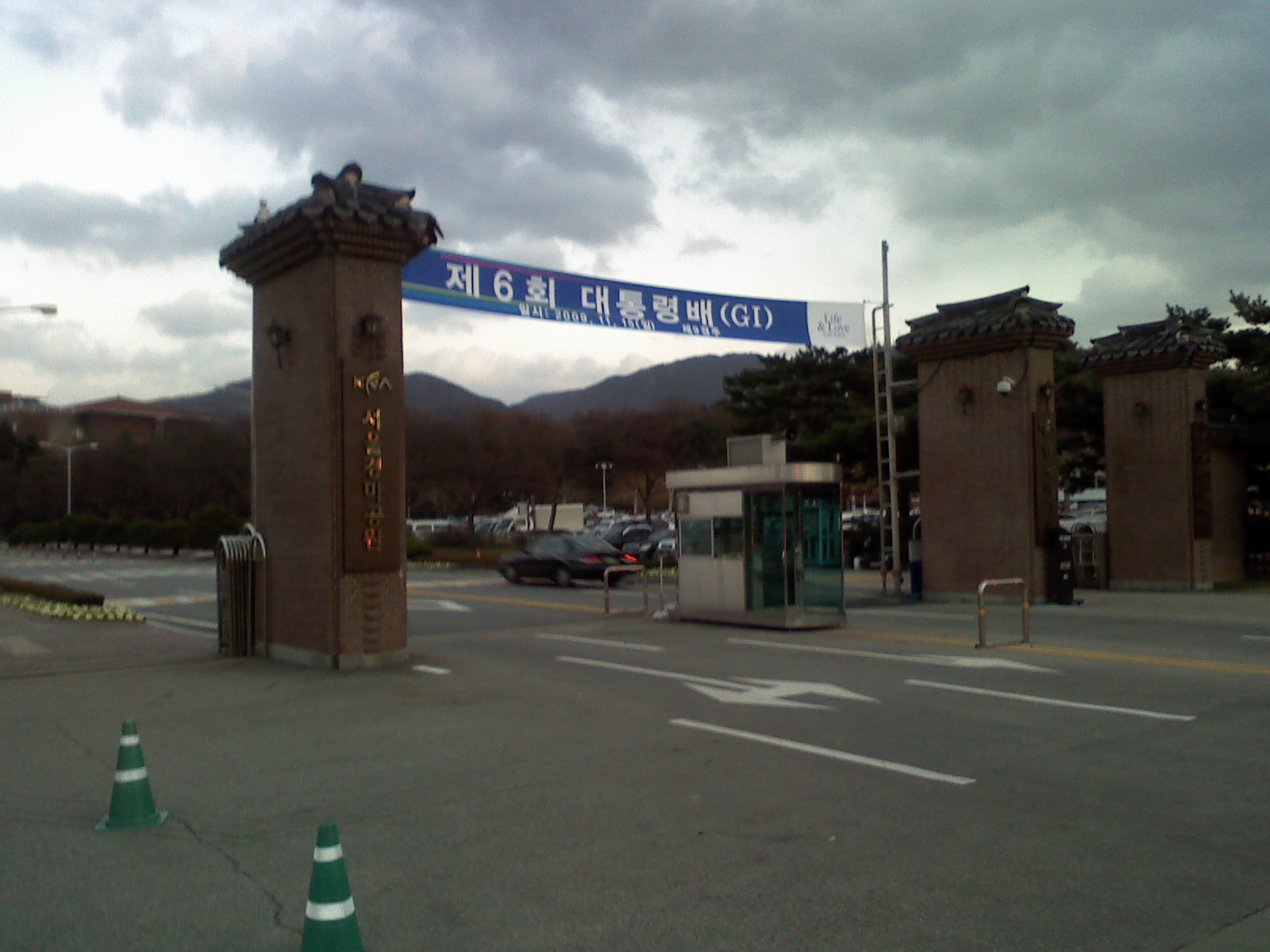
경마공원역과 연결된 중문. 대통령배 대상경주일
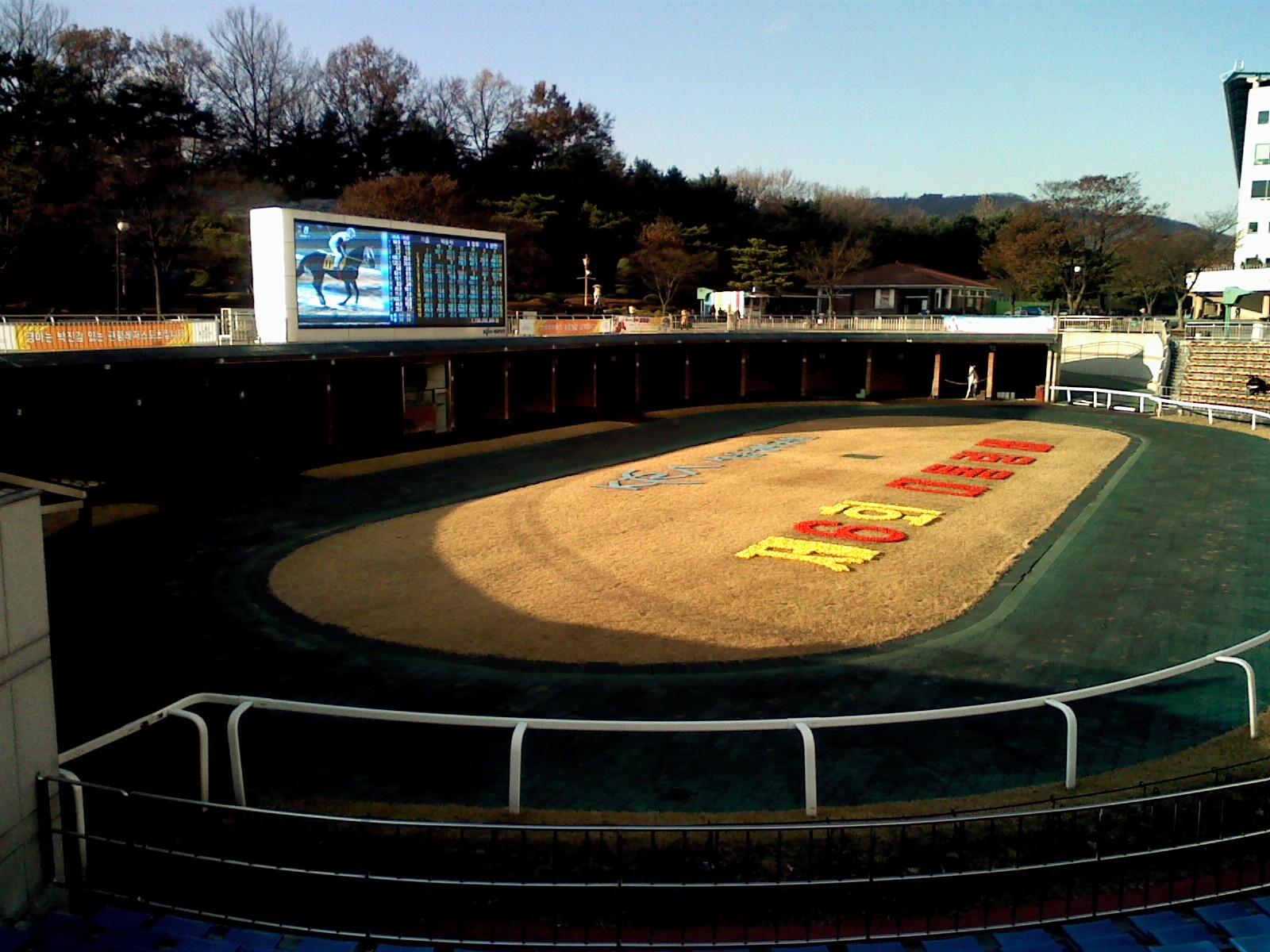
예시장
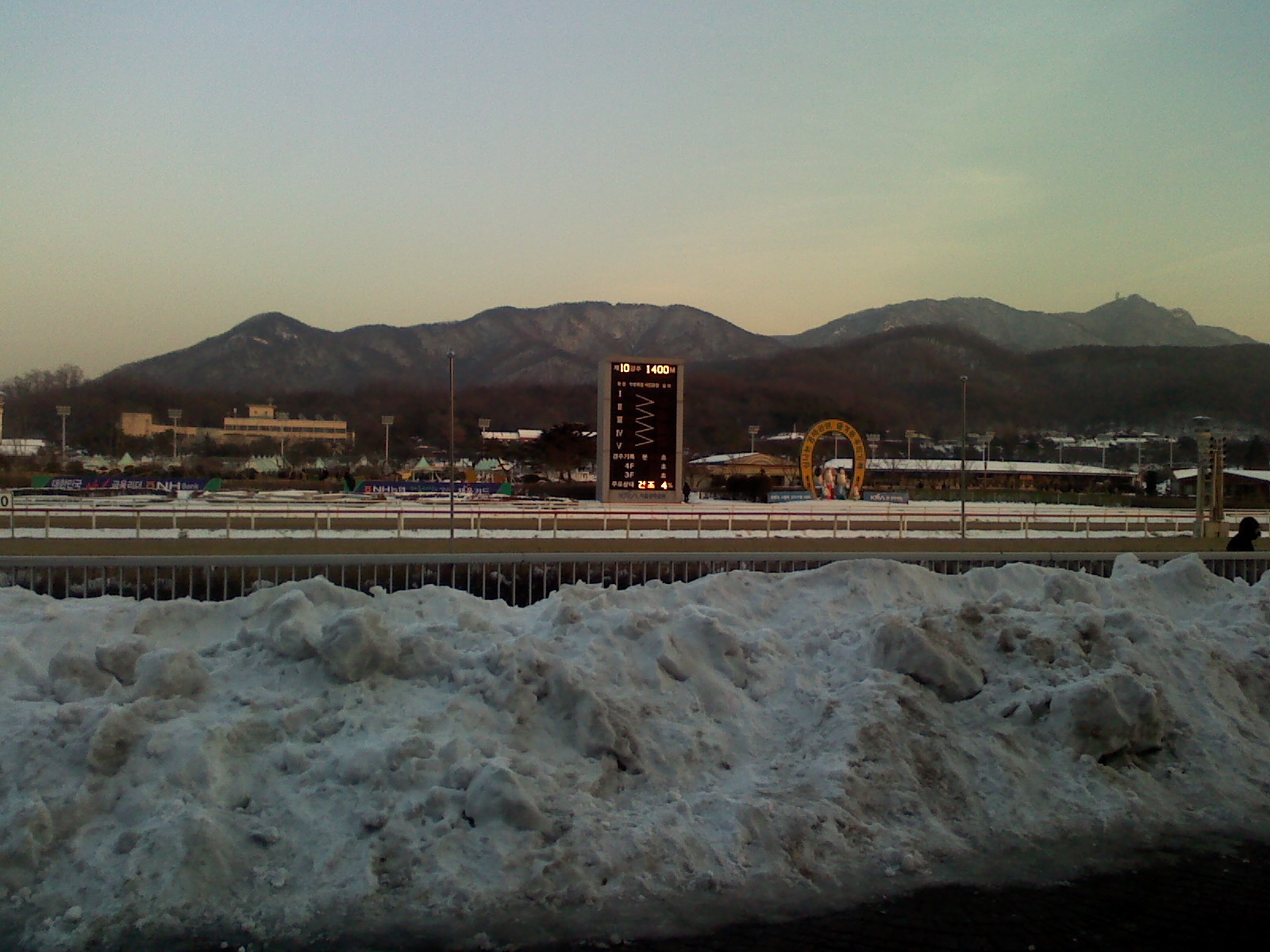
결승선
경주로 출장과 전광판
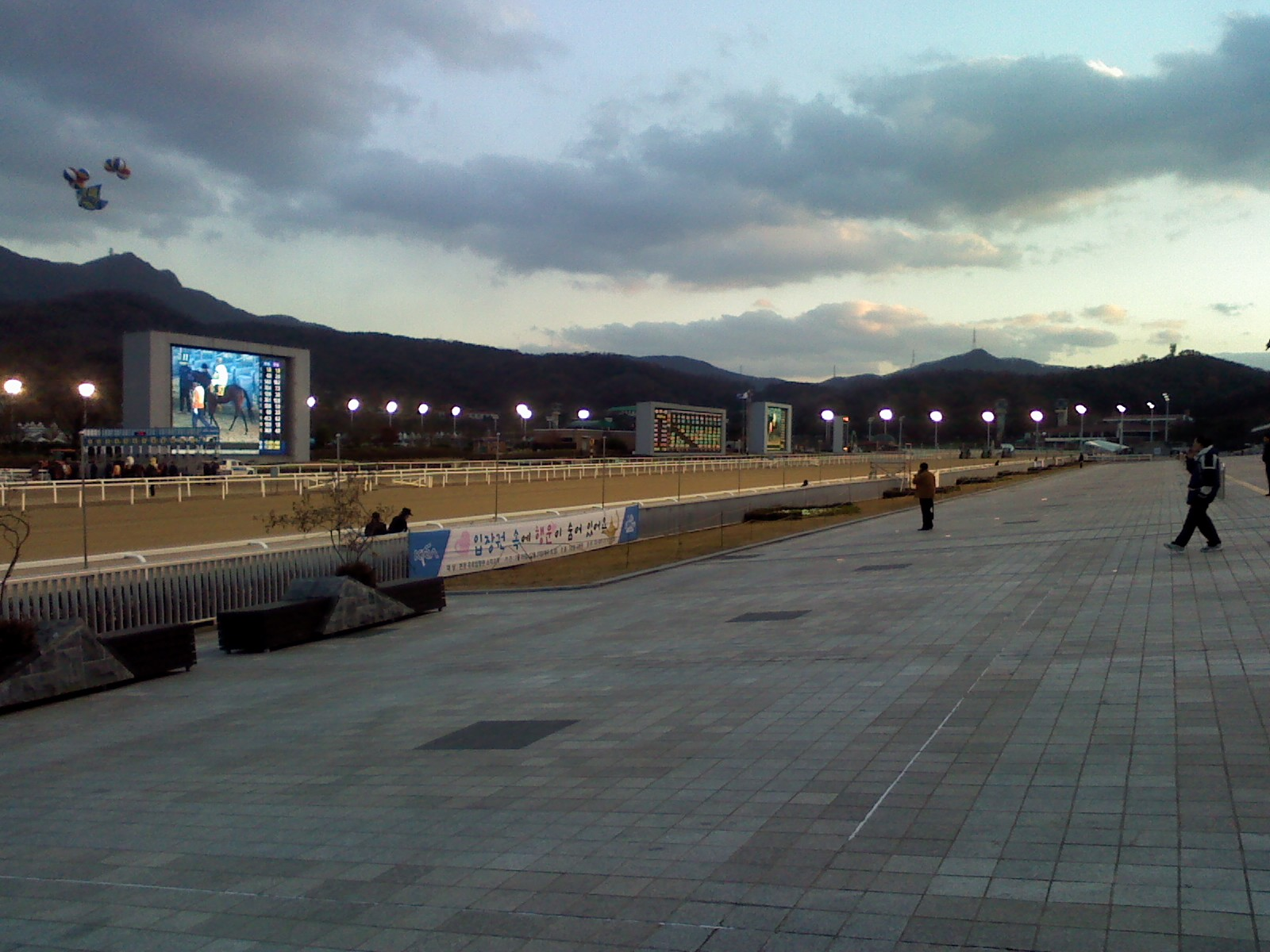
2코너를 바라보고 찍은 사진
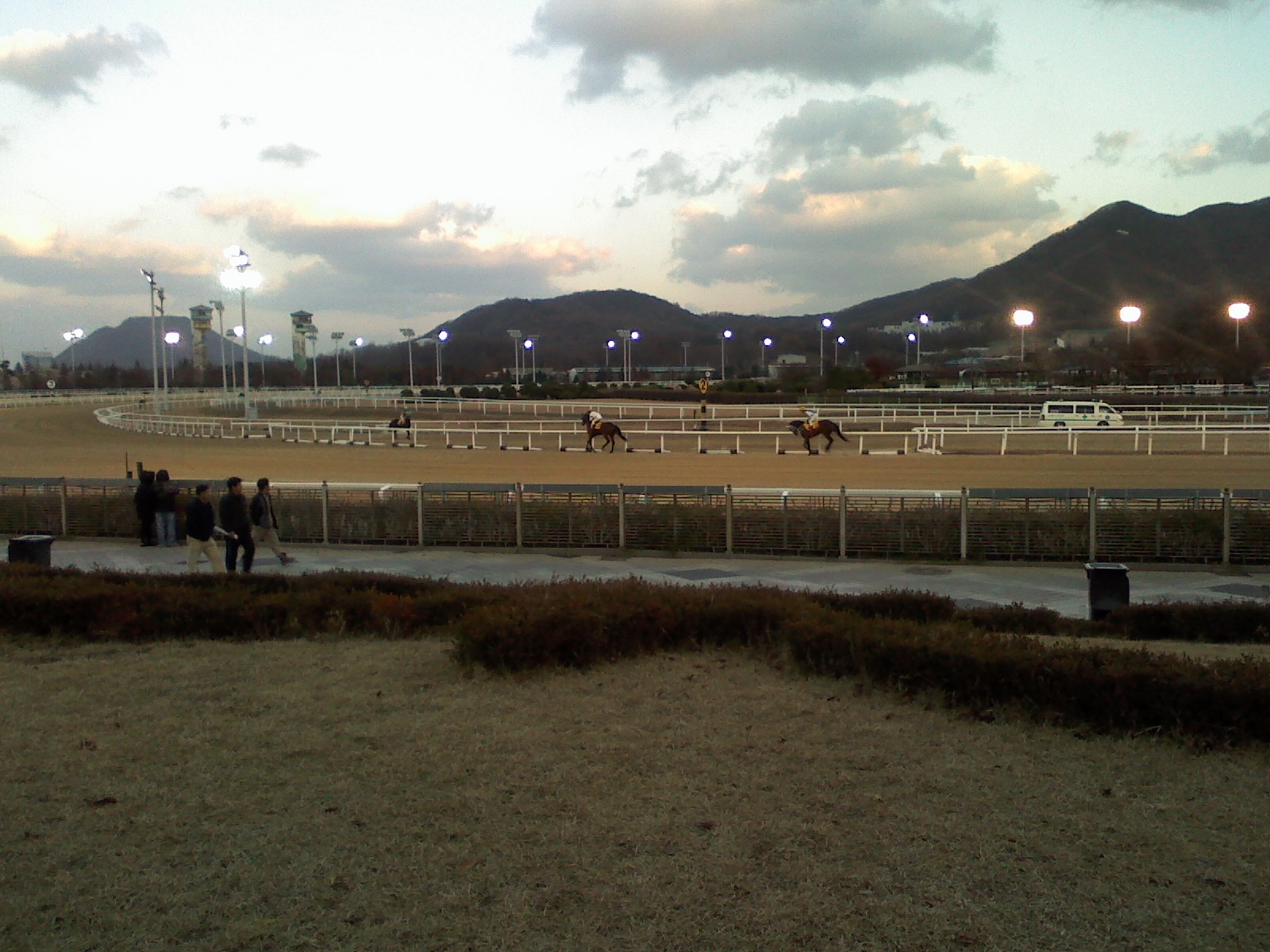
4코너 경주로 출장
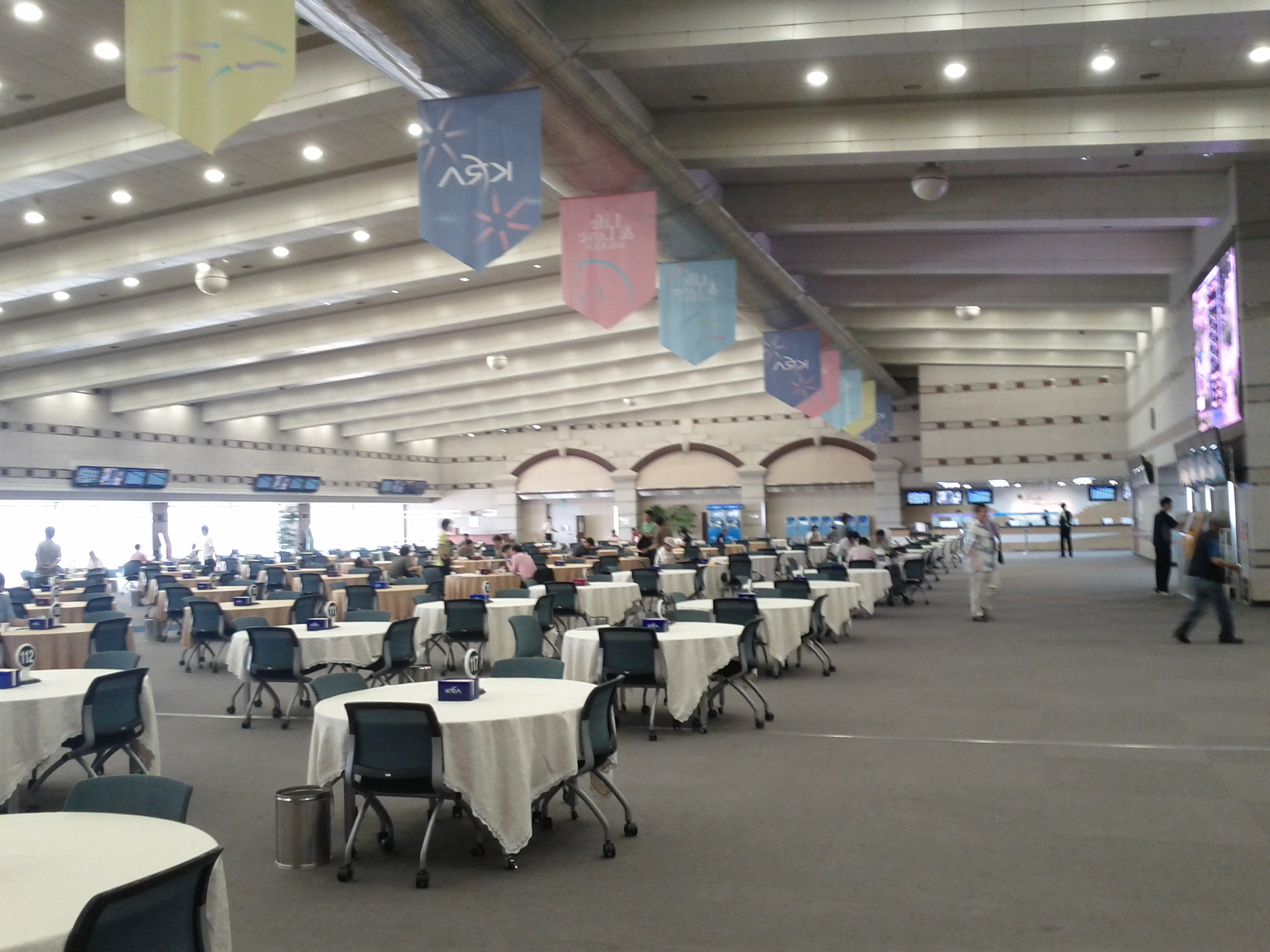
럭키빌 6층의 Lucky Members 회원 전용실
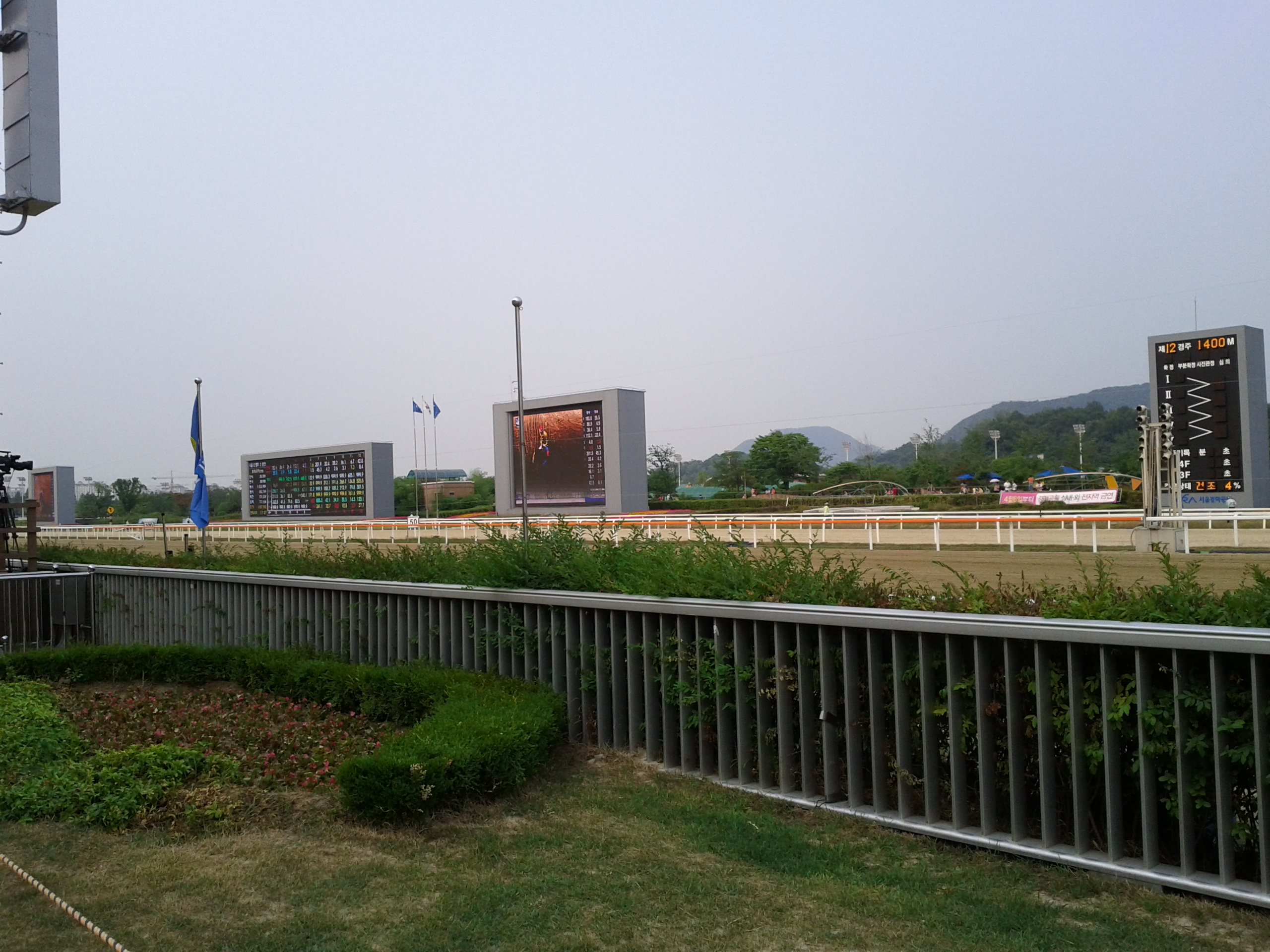
단/연/복승식 배당률 전광판. 경주중에는 경주실황도 방송된다.
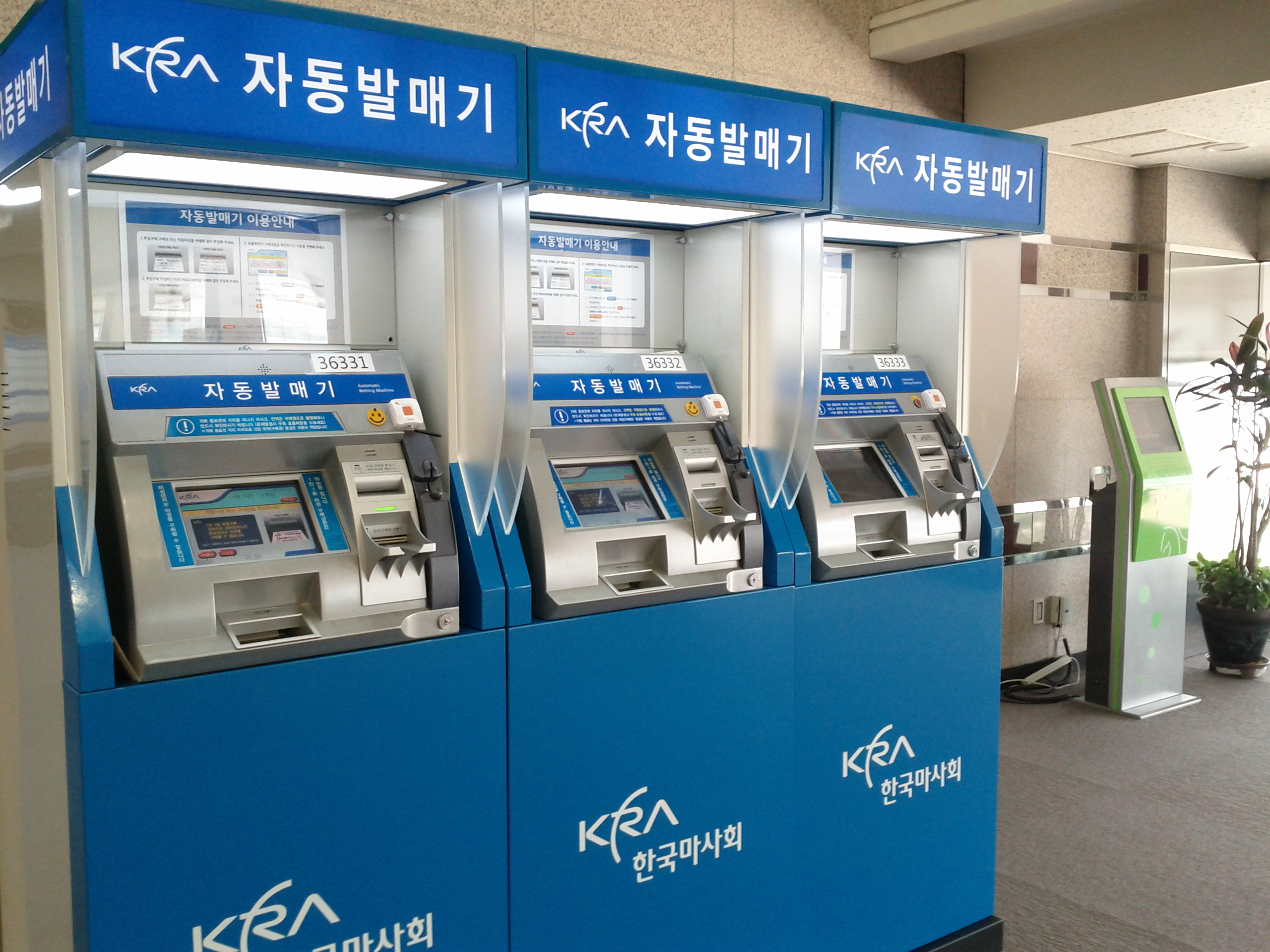
마권 자동발매기
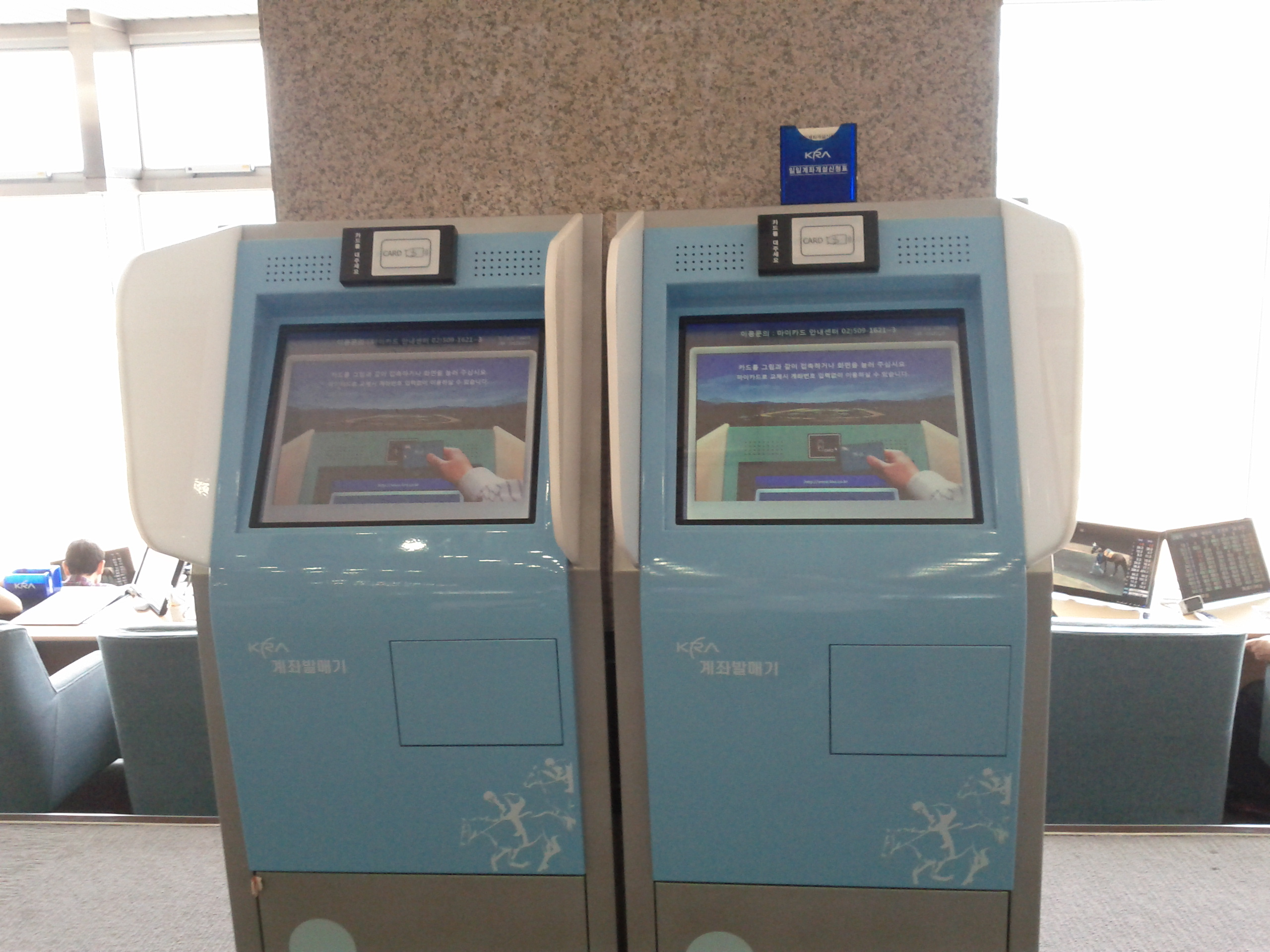
마권 계좌 발매기. 馬e카드나 일일계좌를 통해 마권을 구매할 수 있다.
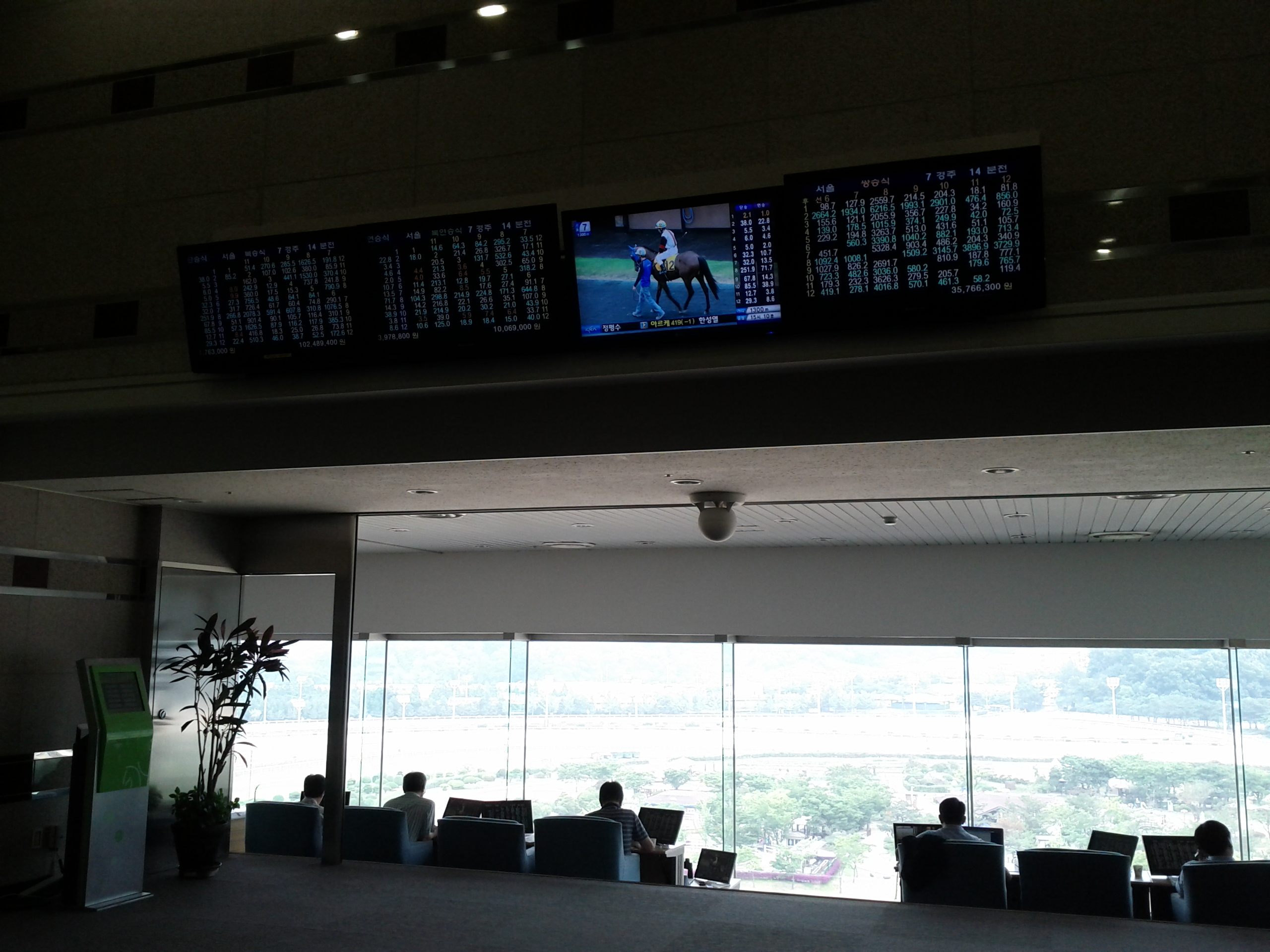
실내에는 LCD 모니터로 배당률과 경주실황이 중계된다.
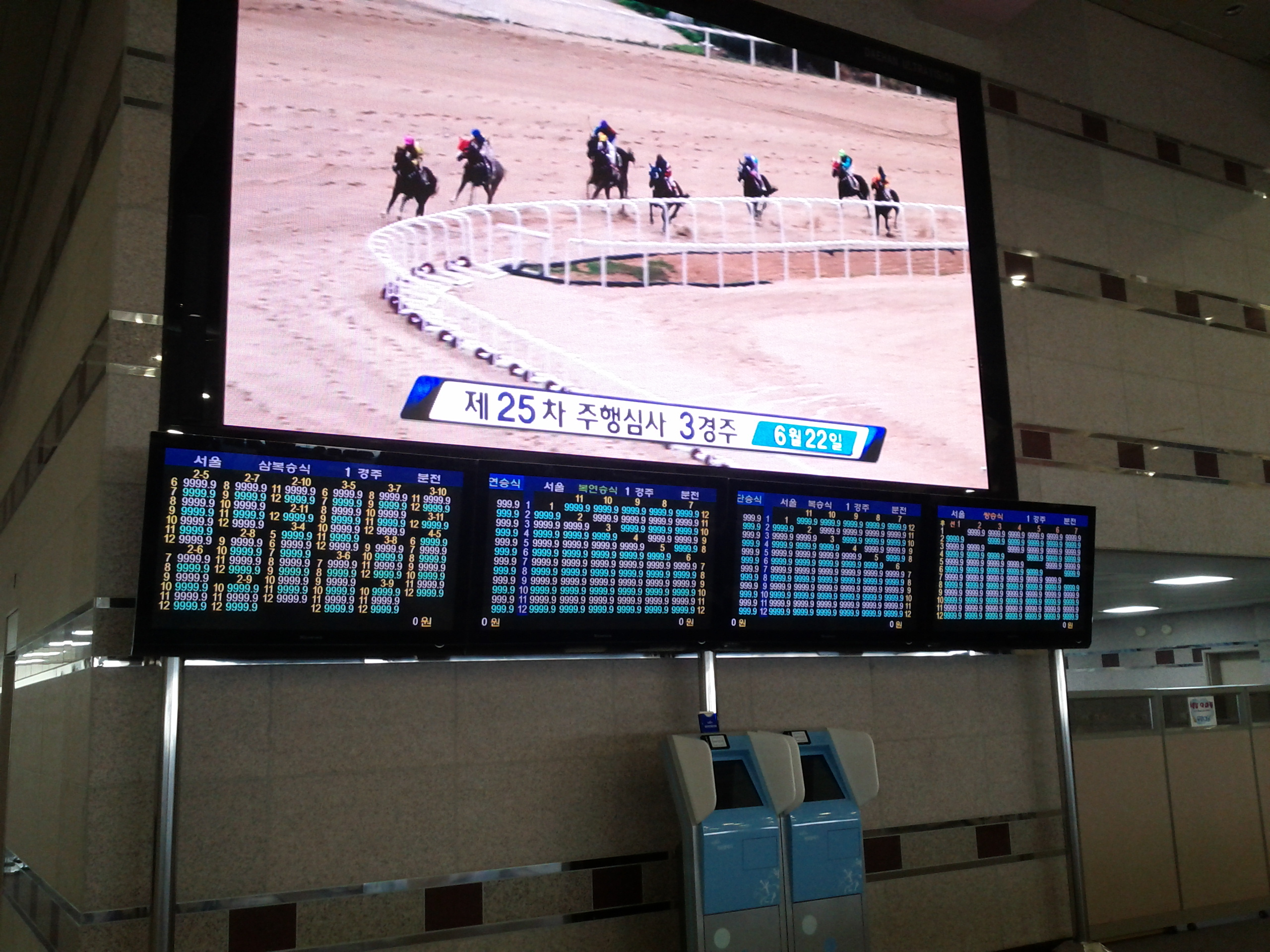
럭키빌 6층 회원 전용실의 대형 모니터
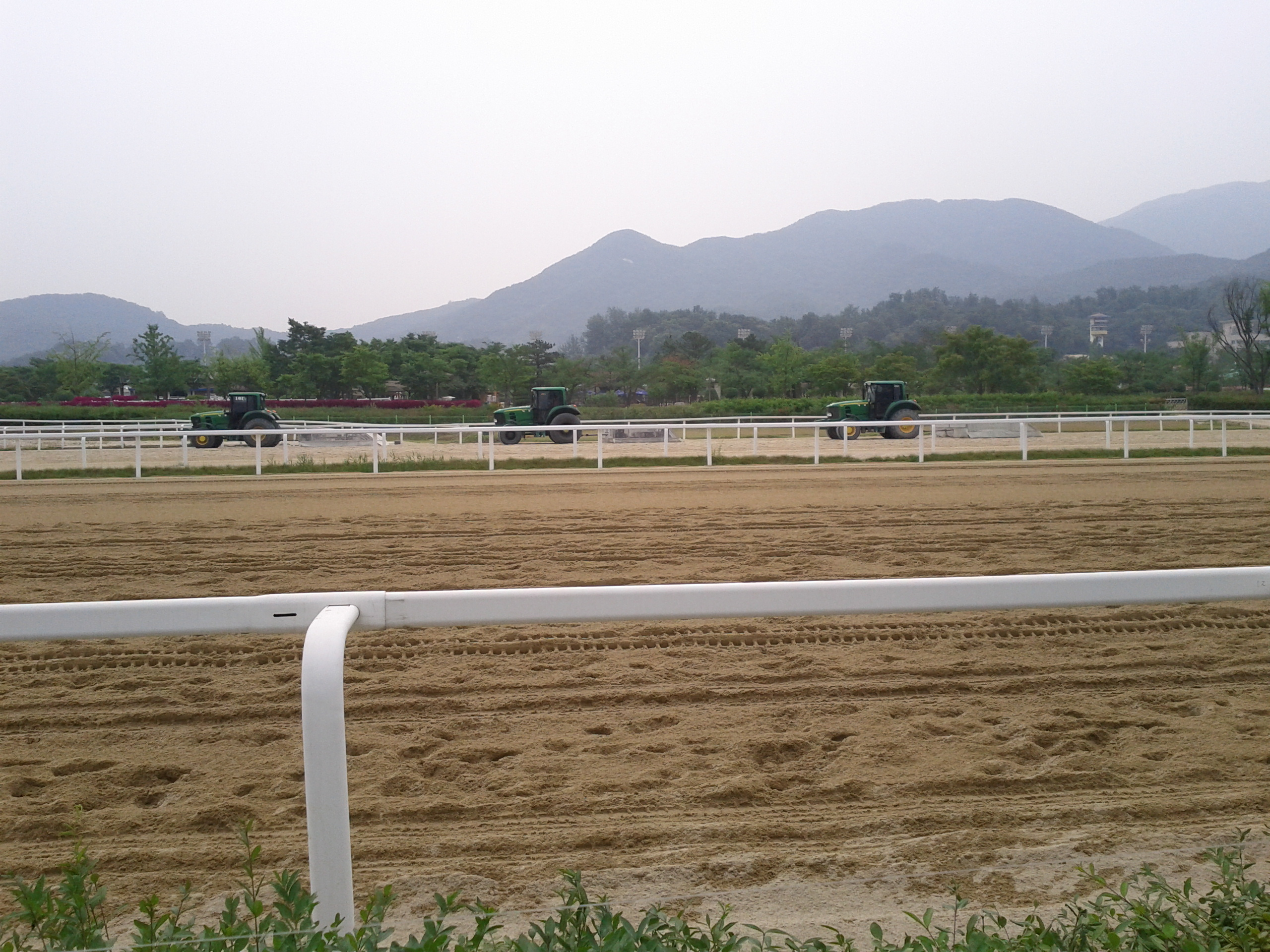
경주로, 특히 내주로를 다지고 있는 정지기
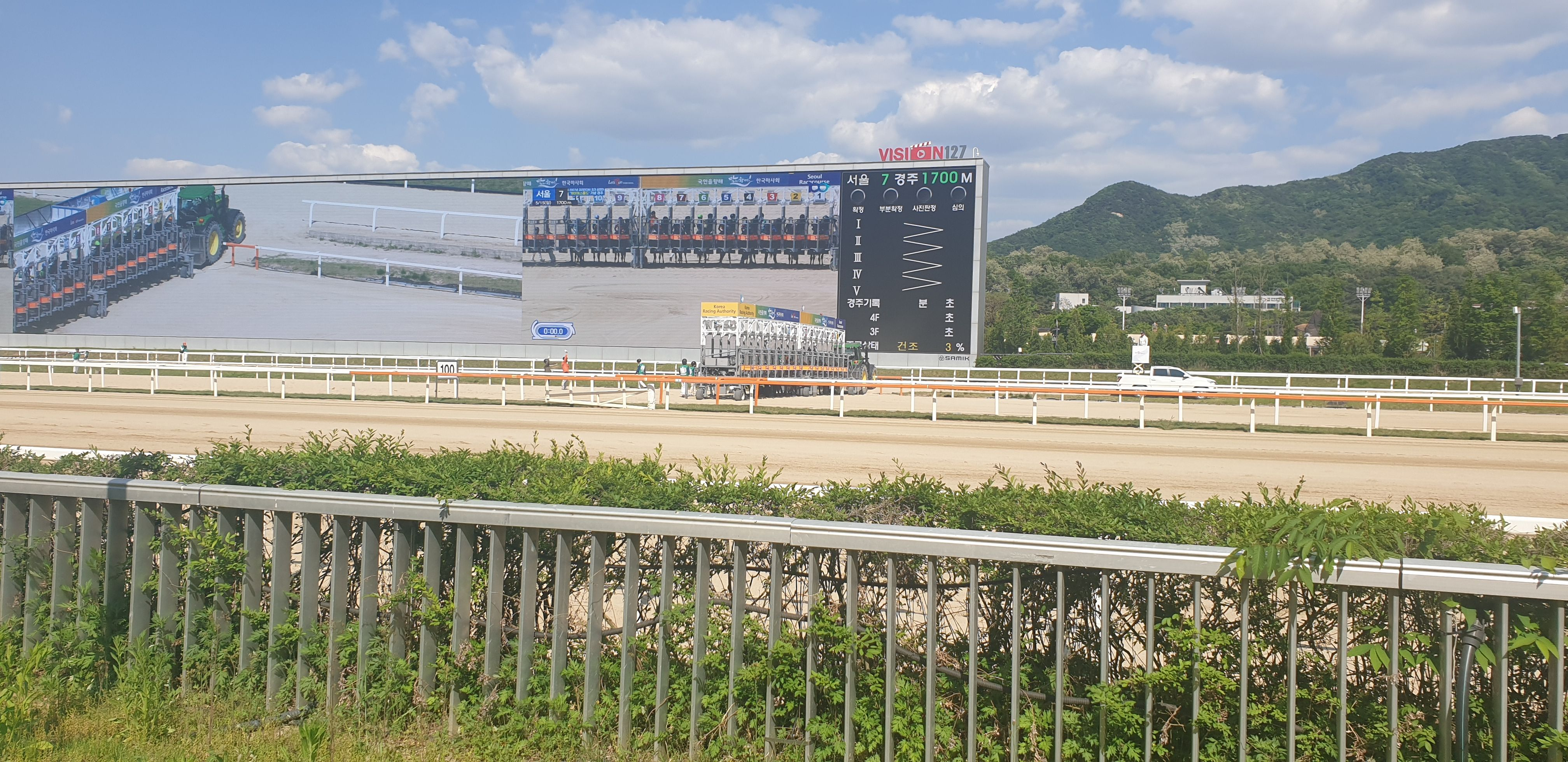
경주 준비
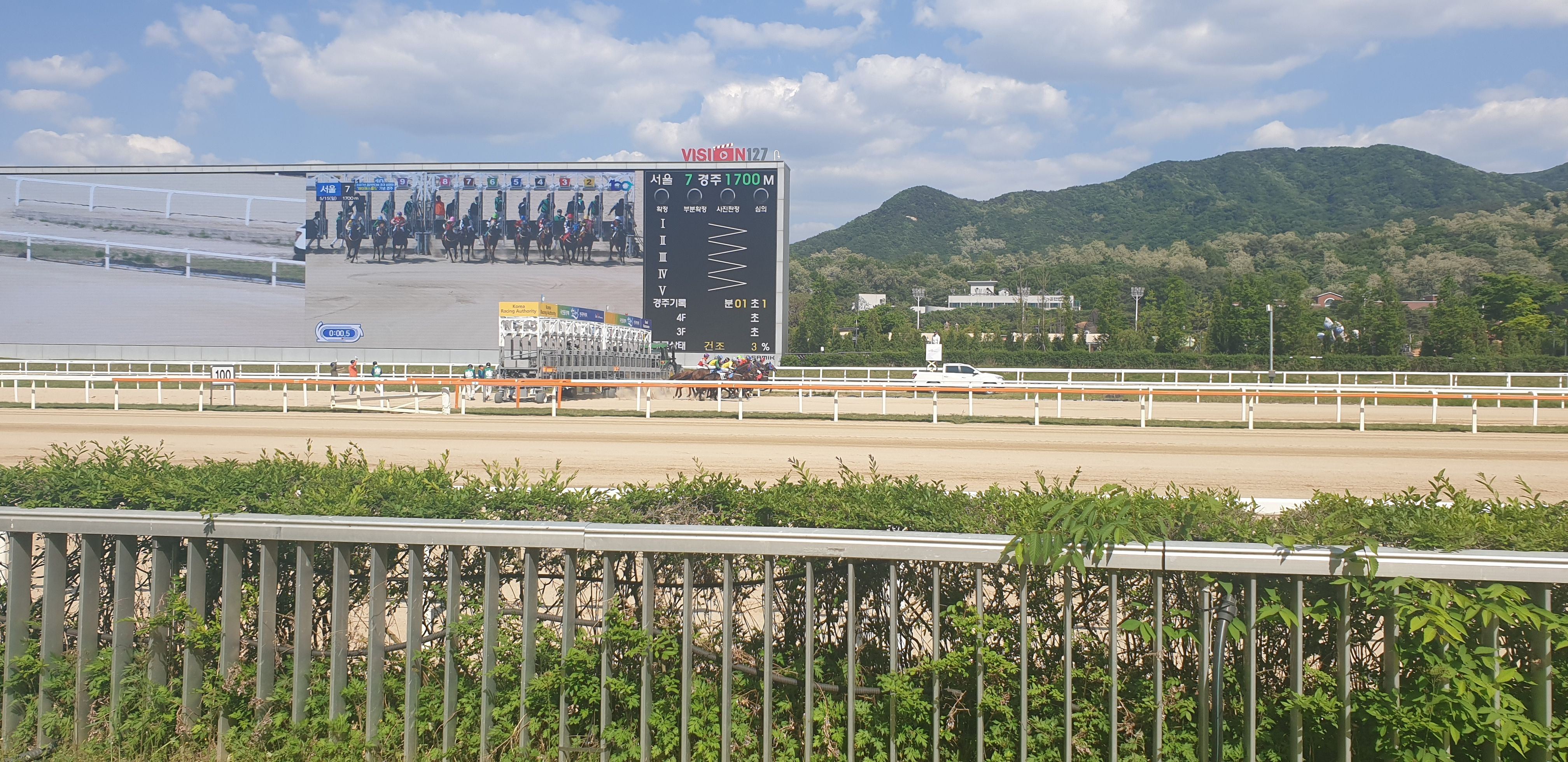
경주 출발
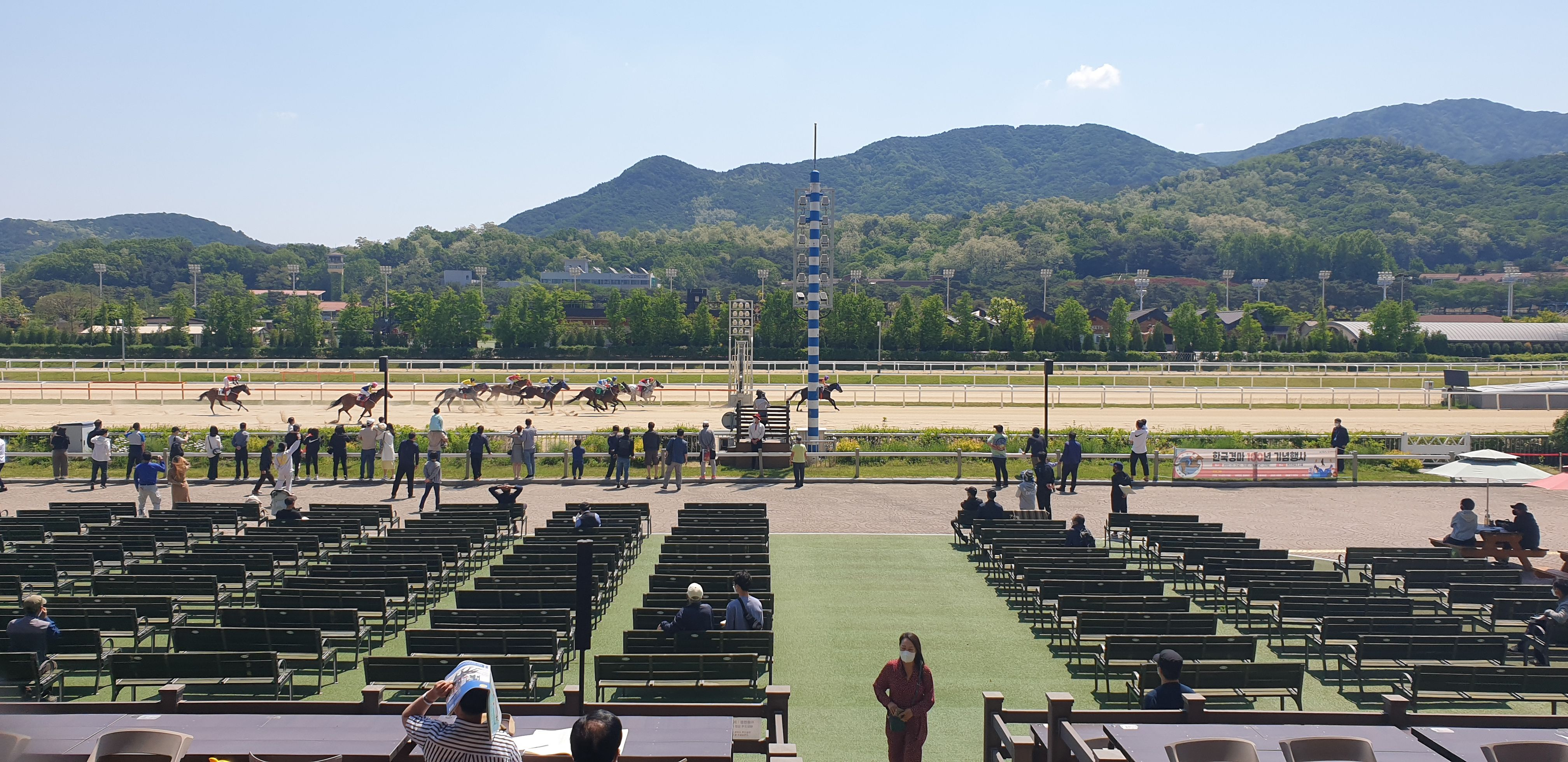
결승선은 파란줄무늬 기둥 왼쪽 시설물이다.
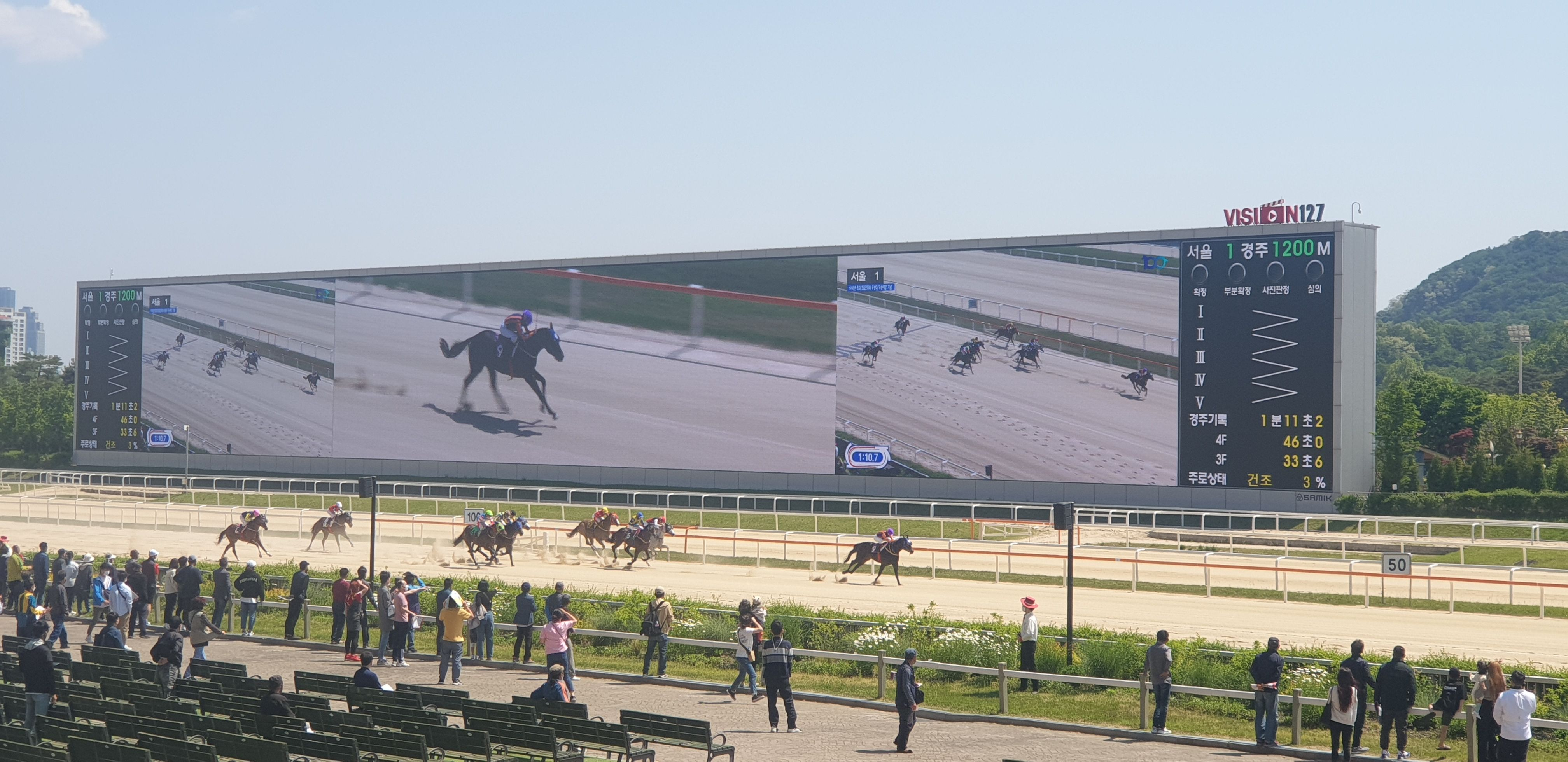
대형 스크린
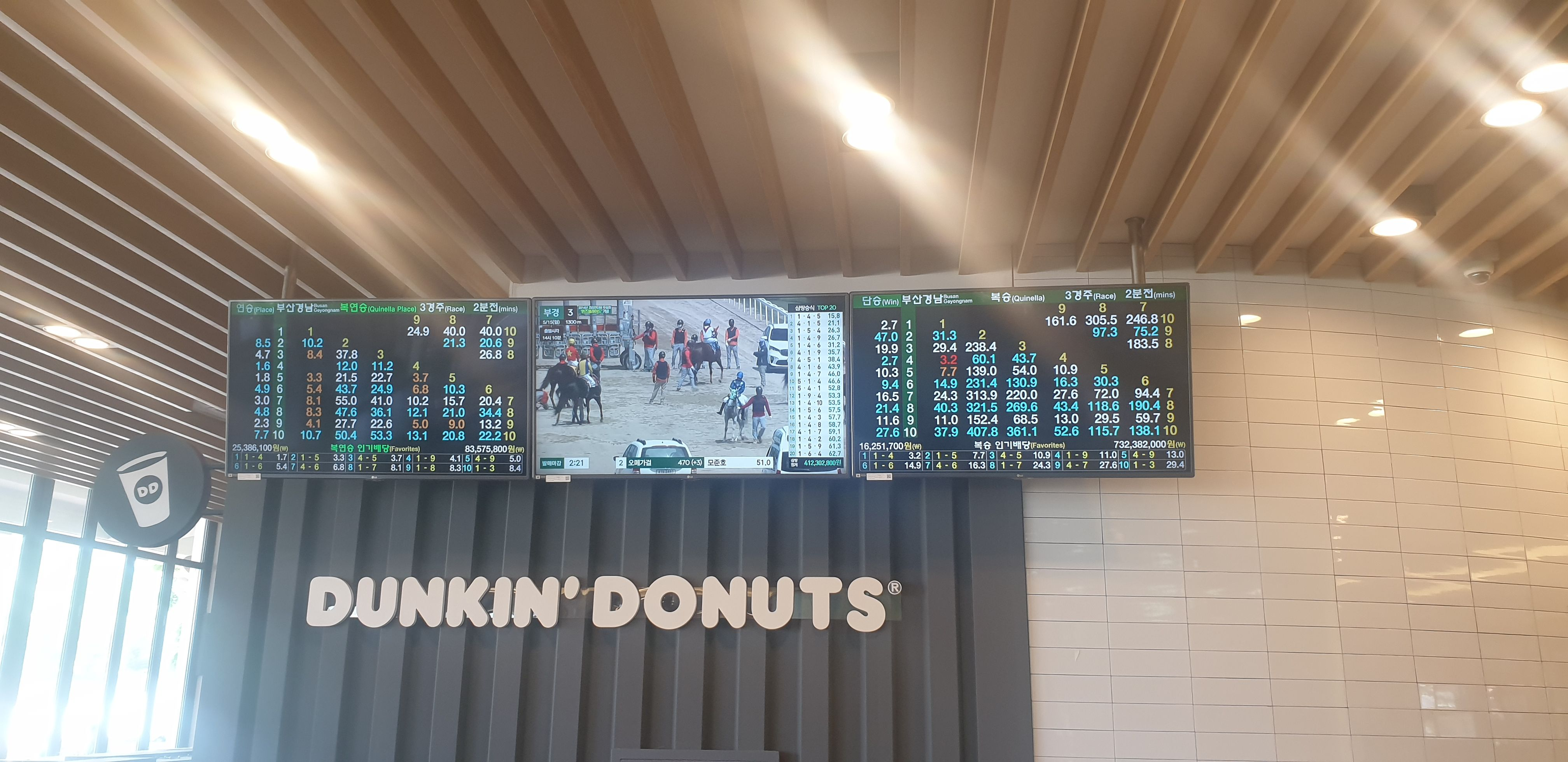
실내중계화면
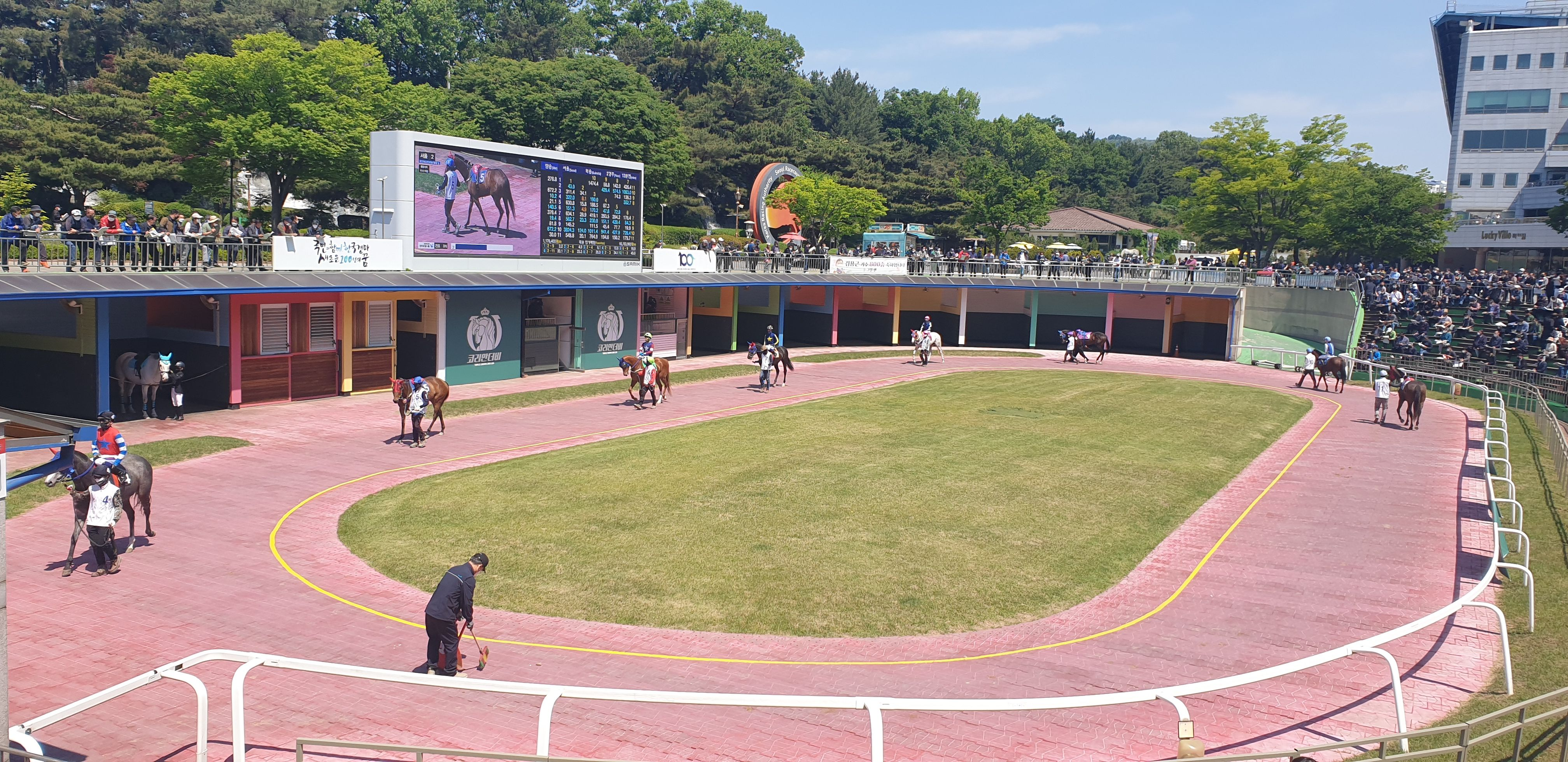
경주마와 예시장
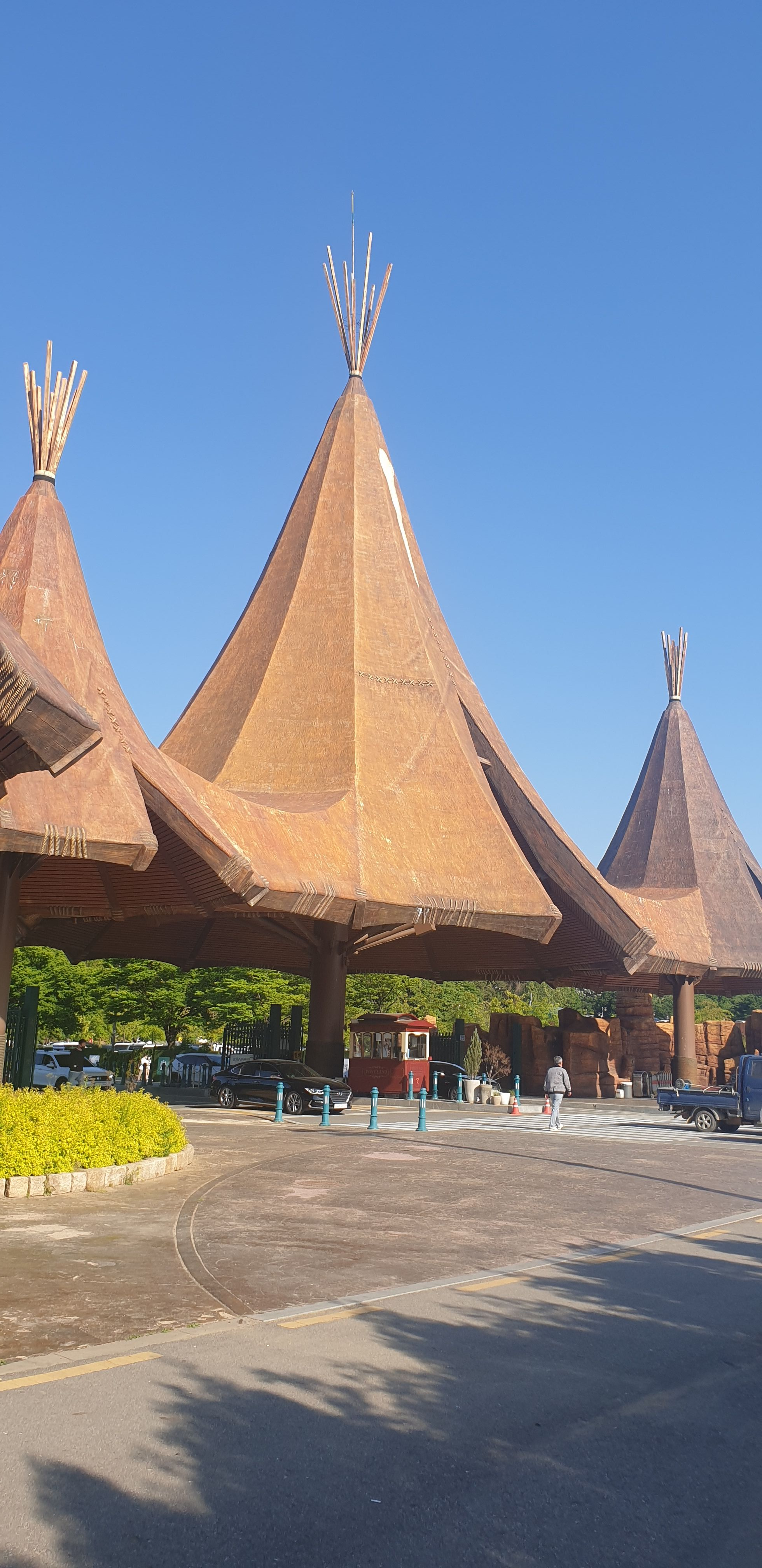
차량 출입구
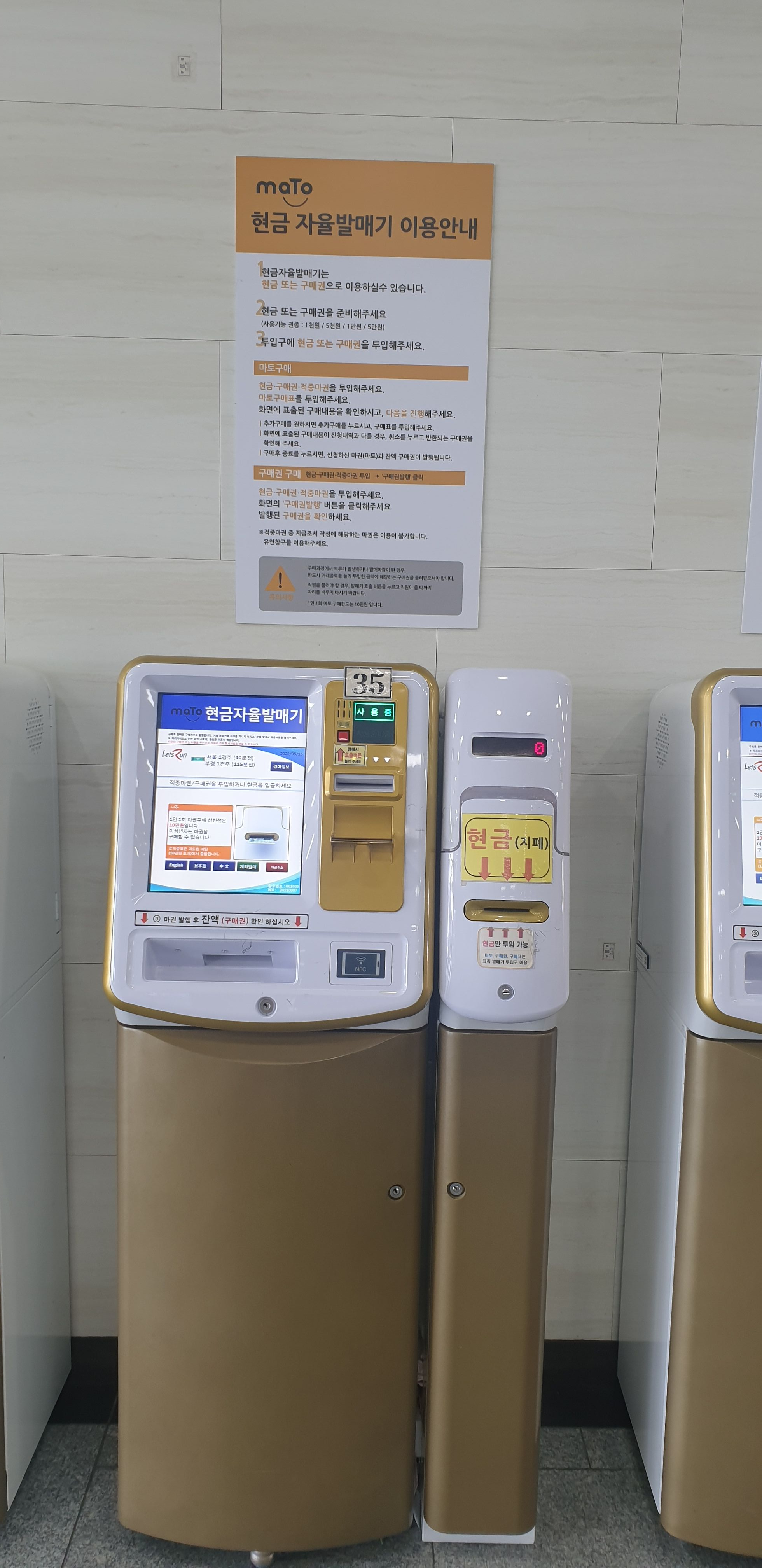
현금구매가 가능한 자율발매기
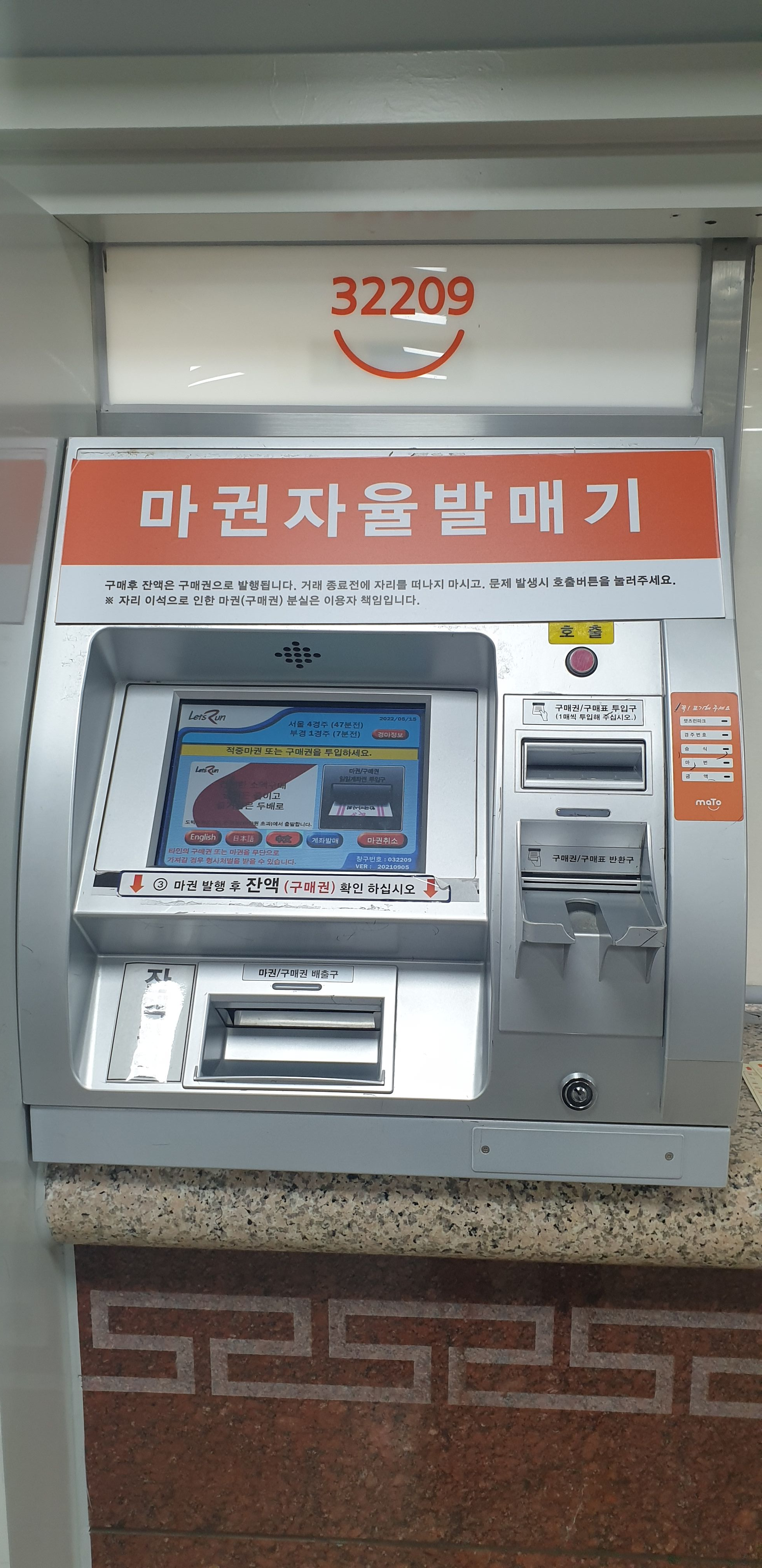
자율발매기
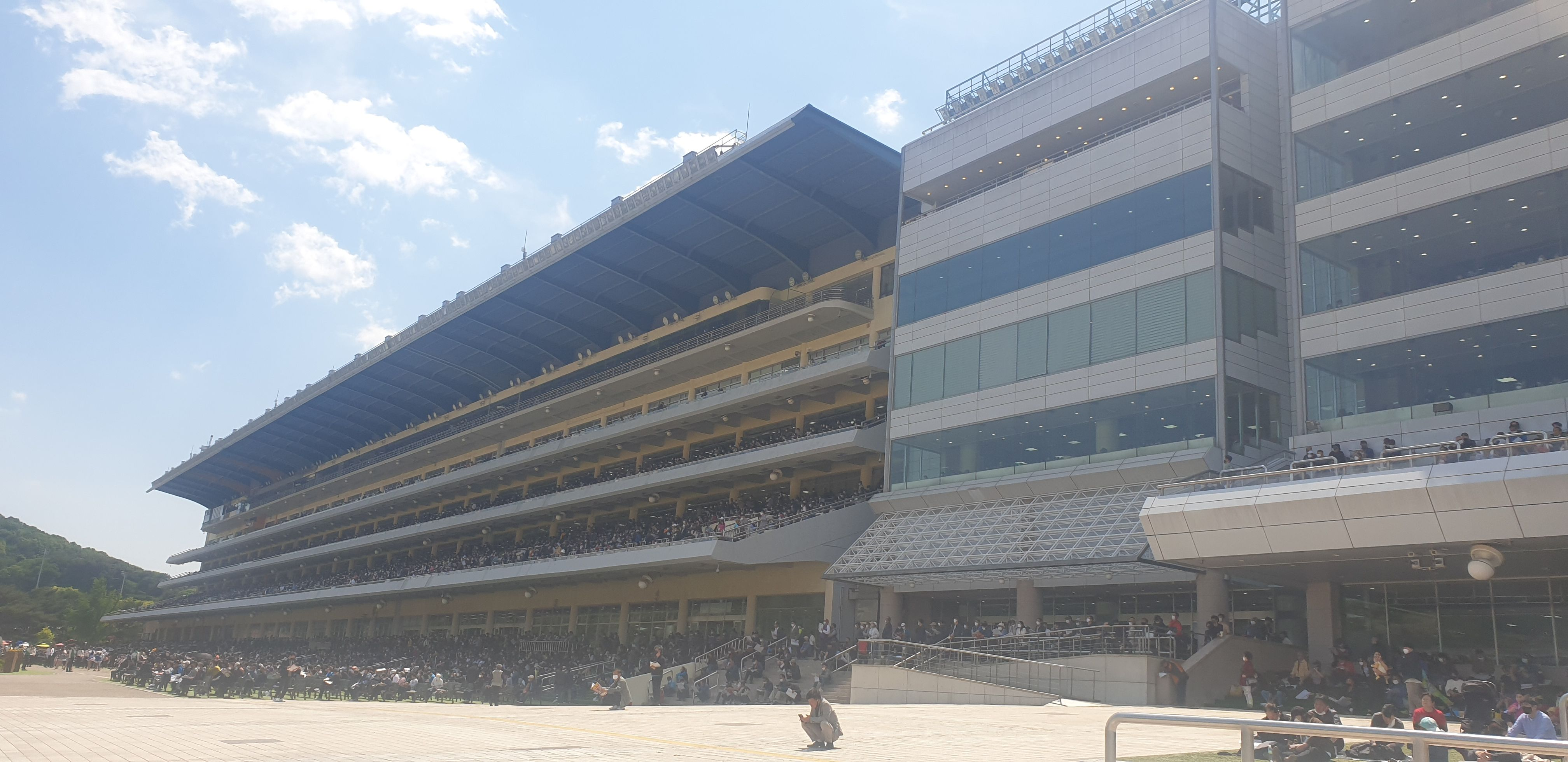
해피빌 건물로 오른쪽 네모난 건물은 럭키빌이다.
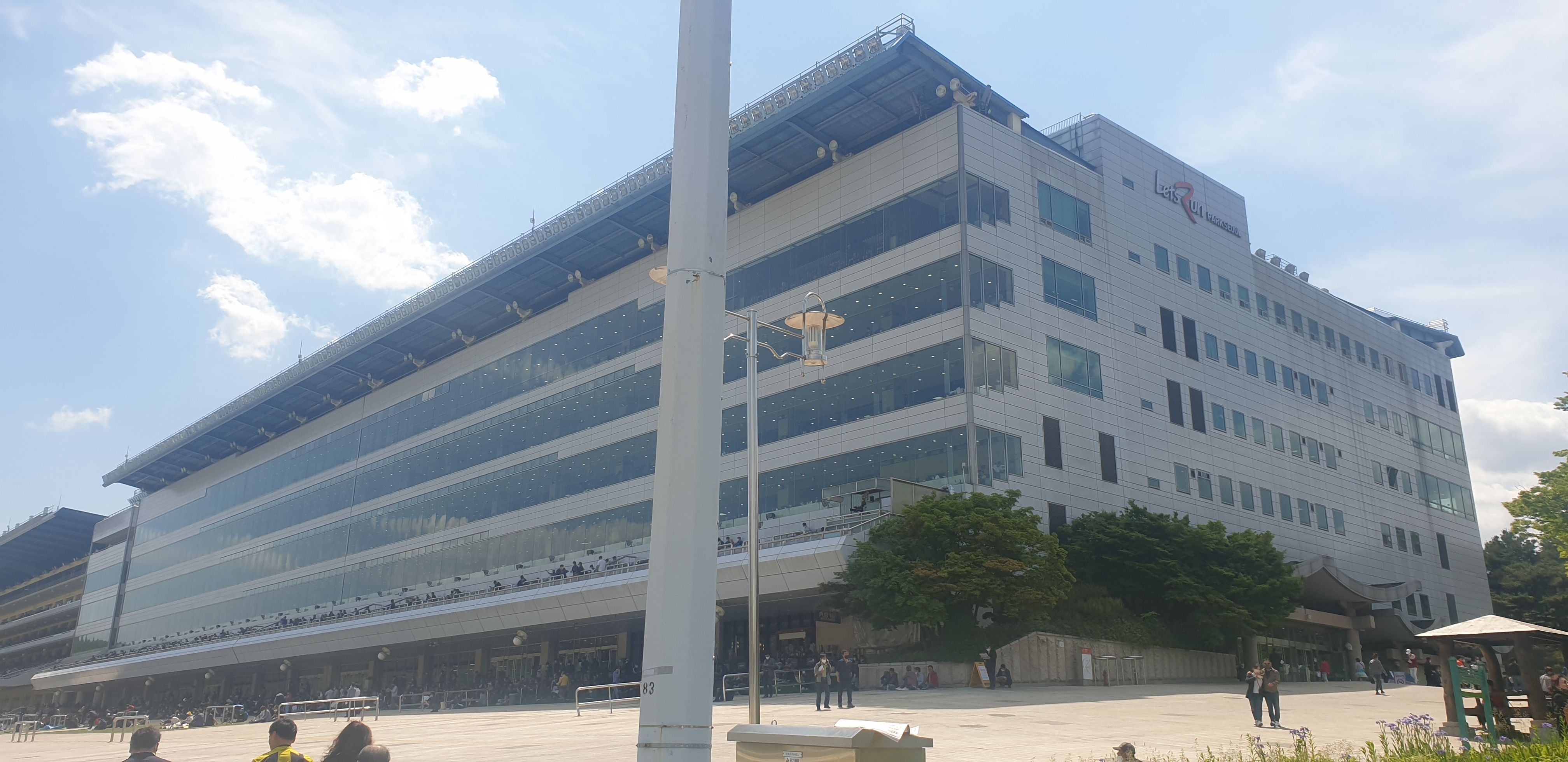
경주로쪽에서 바라본 럭키빌 건물

## 같이 보기
- 경마
- 과천시